# Сан-Джузеппе-ин-виа-Трионфале (титулярная диакония)
Титулярная диакония Сан-Джузеппе-ин-виа-Трионфале (англ. Diaconia Sancti Ioseph ad viam Triumphalem) — титулярная церковь была создана Папой Павлом VI 7 июня 1967 года апостольской конституцией Pulcherrima templa. Титул принадлежит базилике Сан-Джузеппе-ин-виа-Трионфале, расположенной в квартале Рима Трионфале, на виа Бернардино Телезио.

## Список кардиналов-дьяконов и кардиналов-священников титулярной диаконии Сан-Джузеппе-ин-виа-Трионфале
- Эджидио Ваньоцци — (29 июня 1967 — 5 марта 1973), титулярная диакония pro hac vice (5 марта 1973 — 26 декабря 1980, до смерти);
- Джузеппе Казория — (2 февраля 1983 — 5 апреля 1993), титулярная диакония pro hac vice (5 апреля 1993 — 8 февраля 2001, до смерти);
- Северино Полетто — титул pro illa vice (21 февраля 2001 — 17 декабря 2022, до смерти);
- Эмиль-Роль Шерриг — (30 сентября 2023 — по настоящее время).